# Hippolytos (syn Tezeusza)

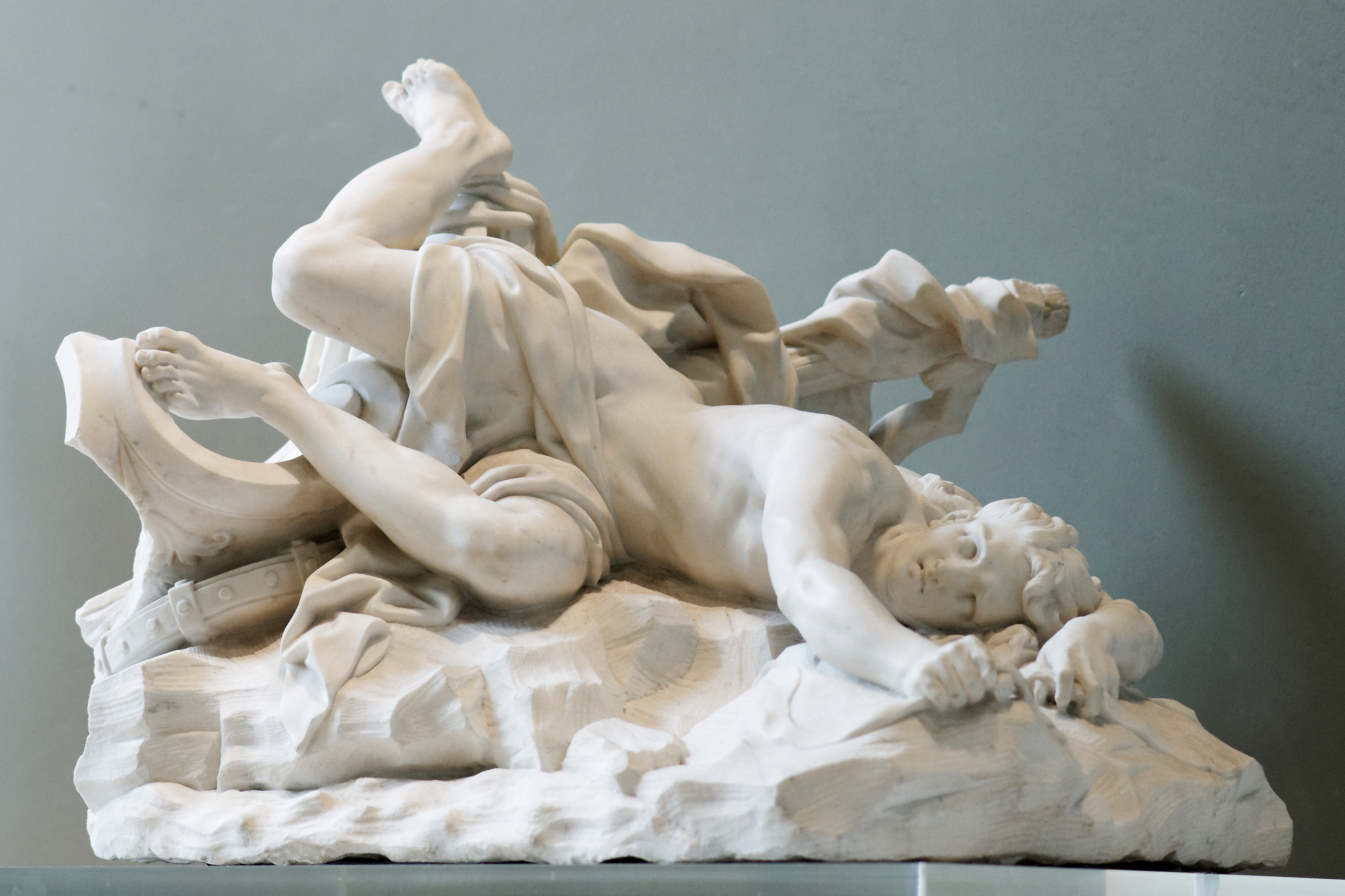
Śmierć Hipolita, Jean-Baptiste Lemoyne Starszy

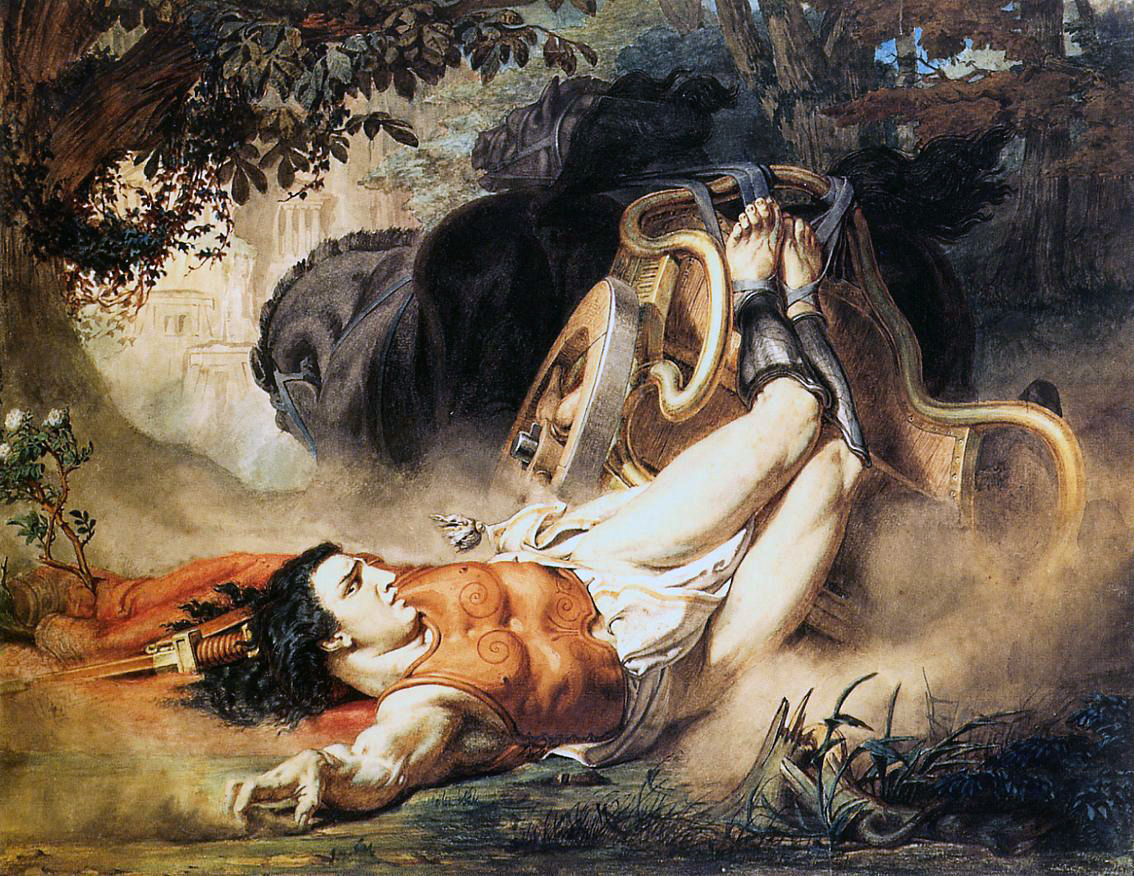
Śmierć Hipolita, Sir Lawrence Alma-Tadema (1860)

Hippolytos (także Hipolit; gr. Ἱππόλυτος Hippólytos, łac. Hippolytus) – w mitologii greckiej heros i bóg.
Uchodził za syna Tezeusza i Amazonki Antiopy (lub Melanippe, lub Hippolity). Zginął pod kopytami własnych koni. Został wskrzeszony przez Asklepiosa i utożsamiony z bogiem Virbiusem.
W niektórych rejonach Grecji dziewczęta składały mu w ofierze pukiel włosów przed swoim zamążpójściem. W Atenach uważany był za towarzysza Afrodyty.
Mit o Hipolicie można odtworzyć na podstawie tragedii Eurypidesa zatytułowanej imieniem postaci. Hipolit jest w niej synem Tezeusza i Amazonki Hippolity. Fedra, żona Tezeusza, w liście samobójczym do męża oskarżyła Hipolita, z zemsty za odrzucenie jej zalotów, o gwałt. Rozgniewany Tezeusz, mimo zapewnień syna o niewinności, skazał go na wygnanie i przeklął, wzywając przy tym Posejdona o karę dla uwodziciela. Zesłany przez władcę mórz potwór spłoszył konie rydwanu Hipolita, który spadł pod kopyta rumaków i stratowany zginął. Inne zachowane przekazy opisują historię Hipolita w podobny sposób, z tym że Fedra niekoniecznie popełniła samobójstwo, oskarżając Hipolita.
Na podstawie mitu o Hipolicie Jean-Philippe Rameau stworzył operę (tragedię liryczną) zatytułowaną Hipolit i Arycja (libretto Simon Joseph Pellegrin).